# Водянов, Геннадий Михайлович
Геннадий Михайлович Водянов (род. 31 октября 1936, Балашиха, Московская область) — советский хоккеист с мячом, чемпион мира. Мастер спорта СССР (1955).

## Биография
Начал играть в хоккей с мячом в Тушино в детской команде ВВС в 1951 году.
С 1953 года в высшей лиге начал выступать в составе московских армейцев. За семь сезонов провёл 115 матчей, забив 58 мячей.
Привлекался в сборную СССР, в составе которой на первом чемпионате мира стал чемпионом.
В 1960/61 году играл в «Динамо» (Москва), а сезон 1964/65 провёл в команде «Фили».
В рассвете сил ушёл из хоккея с мячом из-за конфликтов с руководством армейцев и переходом в хоккей с шайбой.
В 1961/62 году выступал за воскресенский «Химик», а в 1962-64 — за команду «Салют».
Также является одним из пионеров травяного хоккея. В составе ЦСК МО в 1955-56 году выступал в высшей лиге. Победитель Всесоюзных соревнований 1955 и 1956 года.
Привлекался в сборную СССР в 1956 году.

## Достижения

### хоккей с мячом
- Чемпион СССР (4) — 1954, 1955, 1957, 1961
- Серебряный призёр чемпионата СССР (3) — 1956, 1958, 1960
- Бронзовый призёр чемпионата СССР (1) — 1959
- Победитель спартакиады народов РСФСР (1) — 1958
- Чемпион Москвы (1) — 1954
- В списках 22 лучших хоккеистов СССР (6) — 1955, 1956, 1957, 1958, 1959, 1960
- Чемпион мира (1) — 1957
- Победитель Московского международного турнира (1) — 1958

### хоккей на траве
- Победитель Всесоюзных соревнований (2) — 1955, 1956